# Il signore del male
Il signore del male  (Prince of Darkness) è un film del 1987 scritto e diretto da John Carpenter. Il cast vede partecipare al film diversi attori feticci di Carpenter come Donald Pleasence e Victor Wong. Il film è il secondo capitolo della cosiddetta "Trilogia dell'Apocalisse" di Carpenter, che include La cosa e Il seme della follia.

## Trama
Los Angeles. Un prete invita il professor Howard Birack, esperto di fisica teorica e cosmologia, ad investigare con i suoi studenti una misteriosa urna di vetro presente nel sotterraneo di una chiesa abbandonata. La teca contiene un liquido verde costantemente in movimento, che viene descritto come l'essenza materiale del male. Usando dei moderni strumenti di misura, il team inizia a ricevere precise ma complesse espressioni matematiche, ma al tempo stesso comincia a soffrire di visioni e sogni condivisi, in particolare immagini della chiesa e di una figura semi-nascosta alla sua soglia. Ogni visione dura qualche momento in più ed aggiunge dettagli alla scena, che si chiude però sempre bruscamente. 
Durante la notte, piccole gocce del liquido verde fuoriescono dal contenitore e si concentrano sul soffitto, invece di cadere a terra. Una delle studentesse viene improvvisamente investita da un getto del liquido, e perde i sensi. Si risveglia poco dopo ma in uno stato semi-catatonico, mentre i segni esteriori di una possessione demoniaca ne deturpano rapidamente l'aspetto. Nel frattempo due uomini del team, che escono dalla chiesa, vengono barbaramente uccisi da alcuni mendicanti, che circondano le vie di fuga intorno alla chiesa e sembrano a propria volta posseduti o quanto meno controllati dalla presenza entro il cilindro.
In un testo rinvenuto accanto all'urna, viene spiegato che il liquido è Satana, figlio di un Anti-Dio ossia una forza maligna molto potente legata al regno dell'antimateria. Il padre seppellì il figlio Satana nel contenitore prima di essere imprigionato in un'altra dimensione. Cristo era in realtà un essere di origine aliena giunto sulla Terra per combattere le due entità maligne e i loro adoratori; venne però creduto eretico e giustiziato.
Il liquido vorrebbe aprire un varco tra le dimensioni e consentire l'arrivo di suo padre, utilizzando i membri della squadra per orchestrare l'apocalisse. La studentessa posseduta infetta alcuni dei suoi colleghi mentre Kelly, che sbattendo contro un macchinario dei sotterranei si era procurata un livido a forma di croce, giace su di un letto e assorbe il restante liquido del cilindro che non ha più il coperchio.
La situazione precipita e il gruppo di superstiti si rinchiude in una stanza. Essi scoprono di aver avuto un sogno ricorrente in cui una voce distorta dice che ciò che si sta vedendo non è un sogno, ma è piuttosto una trasmissione dall'anno 1999 (gli eventi si svolgono alla fine degli anni ottanta) che non può essere trasmessa ad una mente cosciente. Il sogno sembra essere un video granuloso della facciata della chiesa nella quale il film è ambientato, dove si intravede una figura umana nell'ingresso della Chiesa. La figura dice che qualcosa deve essere effettuata nel passato perché non si abbia un futuro come quello e sembra aiutarli. Intanto il prete si rifugia in una stanza, adibita a locale caldaia, con un grande specchio, mentre un altro studente si chiude in uno sgabuzzino adiacente alla stanza dove ci sono gli altri superstiti. Tuttavia non può uscire poiché due ragazze possedute sorvegliano la sua porta. I superstiti riescono a comunicare con lo studente e decidono di rompere il muro e creare un varco per salvarlo. Alla fine riescono nell'intento, ma nello stesso istante Kelly si risveglia in forma satanica e sfonda la porta. Le due possedute cercano di trascinare lo studente che però viene messo in salvo dai superstiti, i quali gettano dalla finestra le due ormai nemiche. Kelly intanto si dirige verso la stanza dove c'è il prete, nascosto dietro ad una grande caldaia, e si avvicina allo specchio che improvvisamente si illumina e funge da portale dimensionale. Dopo aver inserito la sua mano al suo interno, afferra la mano del genitore demoniaco e cerca di tirarlo fuori dalla dimensione oscura. Il prete tenta di fermare Kelly, ma non ci riesce e viene bloccato  attraverso la telecinesi e schiacciato contro un muro, senza però essere ucciso. L'unica in grado di fermare Kelly è Catherine che, dopo un ultimo sguardo al suo amato Brian, braccato da un posseduto, si getta contro Kelly spingendola nel portale insieme all'Anti-Dio e, sfortunatamente, anche la stessa Catherine finisce all'interno dell'altra dimensione. Il prete si libera dal blocco e lancia un'ascia contro lo specchio, distruggendolo e chiudendo così il portale.
A questo punto i mendicanti posseduti si disperdono e gli studenti vengono tratti in salvo dalla polizia. Brian, dopo aver fissato lo specchio rotto, va via affranto dalla perdita di Catherine. Addormentatosi a casa sua,  gli torna in mente il sogno che aveva condiviso con gli altri, che ora continua e mostra Catherine comportarsi come la figura che precedentemente avevano sognato nell'ingresso della chiesa, diventando ella stessa un baluardo nel caso che il maligno dovesse tornare. 
Brian si sveglia improvvisamente e trova Kelly con sembianze sataniche accanto a sé. In realtà è ancora un sogno e, una volta svegliatosi completamente, si rende conto di essere solo. Sconvolto per l'incubo, si avvicina a uno specchio: nell'attimo in cui lo tocca con un dito il film si interrompe.

## Distribuzione
In Italia è uscito al cinema (inizialmente vietato ai minori di 18 anni, e successivamente rivalutato V.M.14) venerdì 11 marzo 1988 distribuito dalla Columbia Tri-Star Films Italia.

### Home Video
La Dall'Angelo Pictures ha distribuito il DVD in Italia nel 2011. Il Blu-ray è arrivato solo nel 2017 grazie alla Eagle Pictures.

## Accoglienza

### Incassi
La pellicola ha esordito al secondo posto del botteghino nordamericano incassando circa 4.5 milioni di dollari nel primo weekend; in totale ha incassato nei soli Stati Uniti 14182492 $.

### Critica
Per Maurizio Porro del Corriere della Sera: "In una chiesa sconsacrata Carpenter ritrova la sua magica e claustrofobica tensione degli esordi, gioca con l'assurdo, e ci inchioda alla poltrona."